# Юрген Махо
Юрген Махо (нім. Jürgen Macho, нар. 24 серпня 1977, Відень) — австрійський футболіст, воротар клубу «Паніоніос».
Насамперед відомий виступами за клуби «Кайзерслаутерн», а також національну збірну Австрії.

## Клубна кар'єра
Народився 24 серпня 1977 року в місті Відень. Вихованець футбольної школи клубу «GOŠK Adriachem».
У дорослому футболі дебютував 1997 року виступами за команду «Ферст Вієнна», в якій провів три сезони, взявши участь у 19 матчах чемпіонату.
У 2000–2003 роках з перемінних успіхом виступав за «Сандерленд», після чого перейшов у «Челсі», проте за сезон 2003–04 років так жодного разу на поле і не вийшов. Тому в серпні 2004 року Махо розірвав контракт з лондонським клубом і повернувся на батьківщину в «Рапід» (Відень), у складі якого в тому ж сезоні виборов титул чемпіона Австрії.
Своєю грою привернув увагу представників тренерського штабу «Кайзерслаутерна», до складу якого приєднався в січні 2005 року. Відіграв за кайзерслаутернський клуб наступні два з половиною сезони своєї ігрової кар'єри. Більшість часу, проведеного у складі «Кайзерслаутерна», був основним голкіпером команди.
31 серпня 2007 року уклав контракт з грецьким клубом АЕК, у складі якого провів наступні два роки своєї кар'єри гравця.
Протягом сезону 2009–10 років захищав кольори клубу ЛАСК (Лінц).
До складу «Паніоніоса» приєднався в червні 2010 року, підписавши трирічний контракт. Наразі встиг відіграти за клуб з Неа-Смірні 27 матчів в національному чемпіонаті.

## Виступи за збірну
20 листопада 2002 року дебютував в офіційних матчах у складі національної збірної Австрії в товариській грі проти збірної Норвегії. 
2007 року в товариському матчі проти збірної Англії Махо зіткнувся з форвардом суперника Пітером Краучем. Голкіпер проковтнув язик, і медики австрійської команди дивом врятували його життя.
У складі збірної був учасником чемпіонату Європи 2008 року в Австрії та Швейцарії, на якому відстояв у всіх трьох матчах збірної на турнірі, пропустивши по голу в кожному з матчів.
Наразі провів у формі головної команди країни 18 матчів, пропустивши 17 голів.

## Титули і досягнення
- Чемпіон Австрії (1):

«Рапід» (Відень): 2004/05